# 日式家屋
日式家屋（にっしきかおく、イルシクガオク、일식가옥）とは、大韓民国の一部の地方都市に存在する日本統治時代に建てられた日本式家屋で、一部の建物では、有形文化財（大韓民国登録文化財）に登録されている。

## 概説
日本統治時代(1910～45年)に、朝鮮半島にわたっていた日本人によって建てられた日本式家屋である。建てられた場所としては、港や鉄道駅の近くが多い。主な特徴としては、屋根に瓦を使用している。間取に日本の住宅とほぼ同じであることがあげられる。また、地震が少なく、多くの建物が現在でも残っている。
さらに、居住している住民によっては、改築の際に壁や柱を取り払ったり、「温突(オンドル)」（韓国式床暖房）などを増設する改造が施されている家屋もある。

## 現存している都市
- 釜山広域市
- 木浦市
- 群山市

## 主な保存建造物
いずれも大韓民国登録文化財に登録されている。

### 旧広津家屋
1935年に、群山の富豪広津吉三郎が建築した2階建て木造家屋。登録文化財第183号に登録された。

### 貞蘭閣
釜山広域市にある。文化空間水晶・釜山水晶洞日本式家屋とも言う。1943年に、資産家小原為の自宅として建設された。2階建ての木造家屋である。戦後は、高級料亭として使われていたが、2007年に登録文化財第330号に登録された。その後、復旧工事を経て、2016年6月に一般公開が始まったと同時に、家屋を見学しながらお茶が飲める喫茶店及びゲストハウスとして運営されている。

### 草梁洞日式家屋
釜山広域市にある。1925年に建築。建築当初は、釜山の土木工事に貢献した田中筆吉の自宅だった。このことから田中家屋と呼ばれている。1931年、1945年に増改築工事が施されている。釜山交通公社1号線草梁駅から徒歩5分の位置にある。2007年に登録文化財第349号に登録された。